# Platymantis pseudodorsalis
Espèce
Statut de conservation UICN

 NT  : Quasi menacé
Platymantis pseudodorsalis est une espèce d'amphibiens de la famille des Ceratobatrachidae.

## Répartition
Cette espèce est endémique de Luçon aux Philippines. Elle se rencontre à une altitude comprise entre 1 350 à 1 500 m sur les monts Banahaw et San Cristobal.

## Description
Platymantis pseudodorsalis  mesure de 22,4 à 31,5 mm pour les mâles.

## Publication originale
- Brown, Alcala & Diesmos, 1999 : Four new species of the genus Platymantis (Amphibia: Ranidae) from Luzon Island, Philippines. Proceedings of the California Academy of Sciences, sér. 4, vol. 51, p. 449-460 (texte intégral).